# 리틀이털리

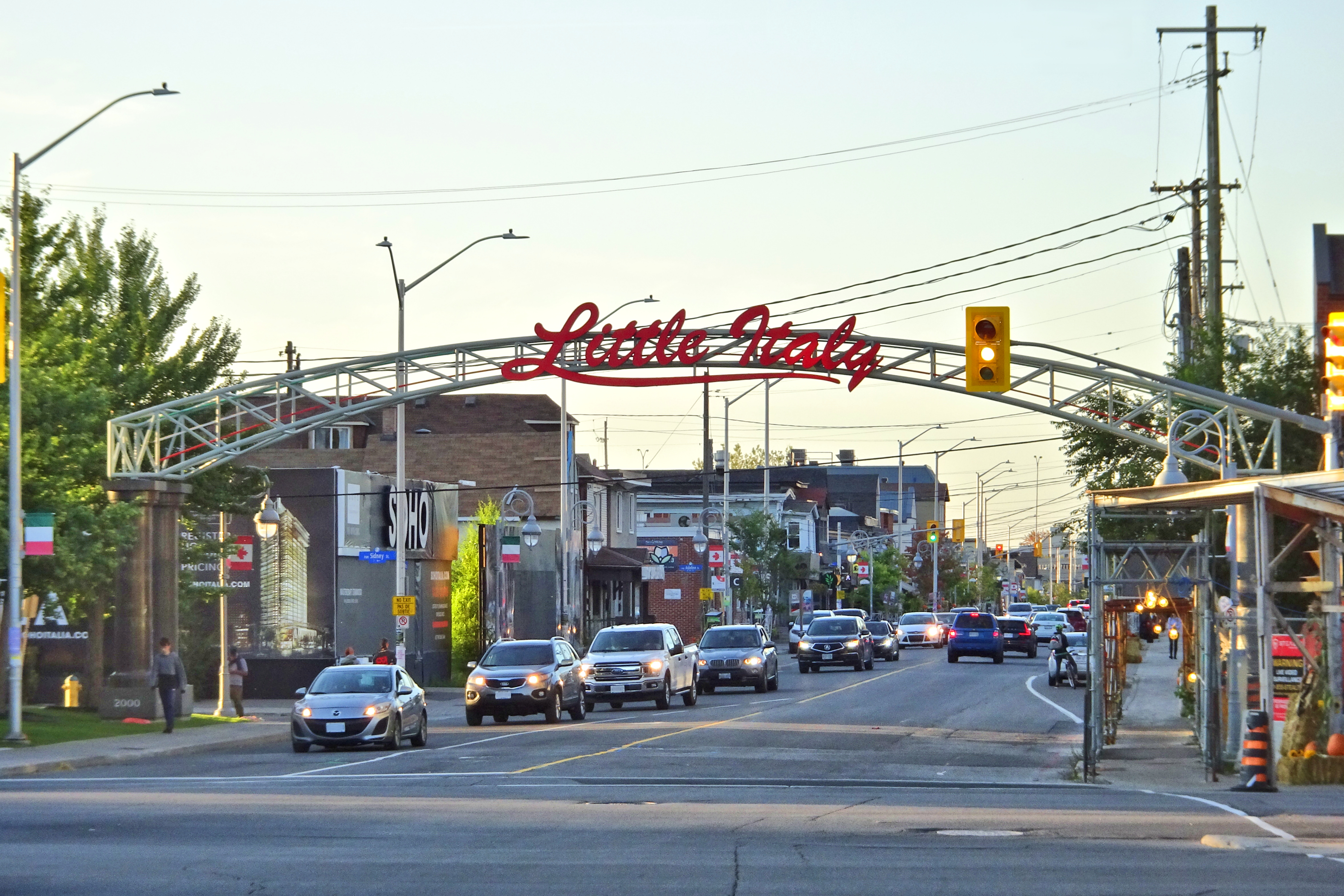

리틀이털리(Little Italy)는 이탈리아계 사람들이 모여 사는 곳이다.

## 목록
- 리틀이털리 (맨해튼)
- 리틀이털리 (시카고)

## 같이 보기
- 차이나타운